# Рахма Хасан
Рахма Хасан (на арабски: رحمة حسن) е актриса и бивш модел от Египет.

## Биография
Рахма Хасан е родена на 15 декември 1988 година в град Кайро, Египет. Започва кариерата си като модел в две от музикалните клипове на Надем Нур, както и някои реклами. Първата ѝ роля в киното е в Alf Mabrouk през 2009 година.

## Филмография
- Alf Mabrouk – Сара (2009)
- Mesawar Qateel – Мариам (2012)
- Moga Harra – Bothina (2013)
- El Salook – Салма (2015)
- Nawara (2015)